# Harville
Harville ist eine französische Gemeinde mit 112 Einwohnern (Stand: 1. Januar 2022) im Département Meuse in der Region Grand Est (bis 2015: Lothringen). Die Gemeinde gehört zum Arrondissement Verdun, zum Kanton Étain und zum Gemeindeverband Territoire de Fresnes-en-Woëvre.

## Geografie
Umgeben wird Harville von den Nachbargemeinden, Pareid im Norden, Villers-sous-Pareid im Nordosten, Moulotte im Osten, Labeuville im Südosten, Saint-Hilaire-en-Woëvre im Südwesten, Marchéville-en-Woëvre im Westen, und Maizeray im Nordwesten.

## Bevölkerungsentwicklung
| Jahr                       | 1962 | 1968 | 1975 | 1982 | 1990 | 1999 | 2005 | 2010 | 2019 |
| Einwohner                  | 123  | 123  | 109  | 123  | 132  | 114  | 102  | 111  | 115  |
| Quellen: Cassini und INSEE |      |      |      |      |      |      |      |      |      |

## Sehenswürdigkeiten
- Kirche Saint-Airy, erbaut im 15. Jahrhundert. Schutzpatron der Kirche ist der heilige Agericus, (Französisch: Airy), Bischof von Verdun
- Deutsche Kriegsgräberstätte des Ersten Weltkriegs

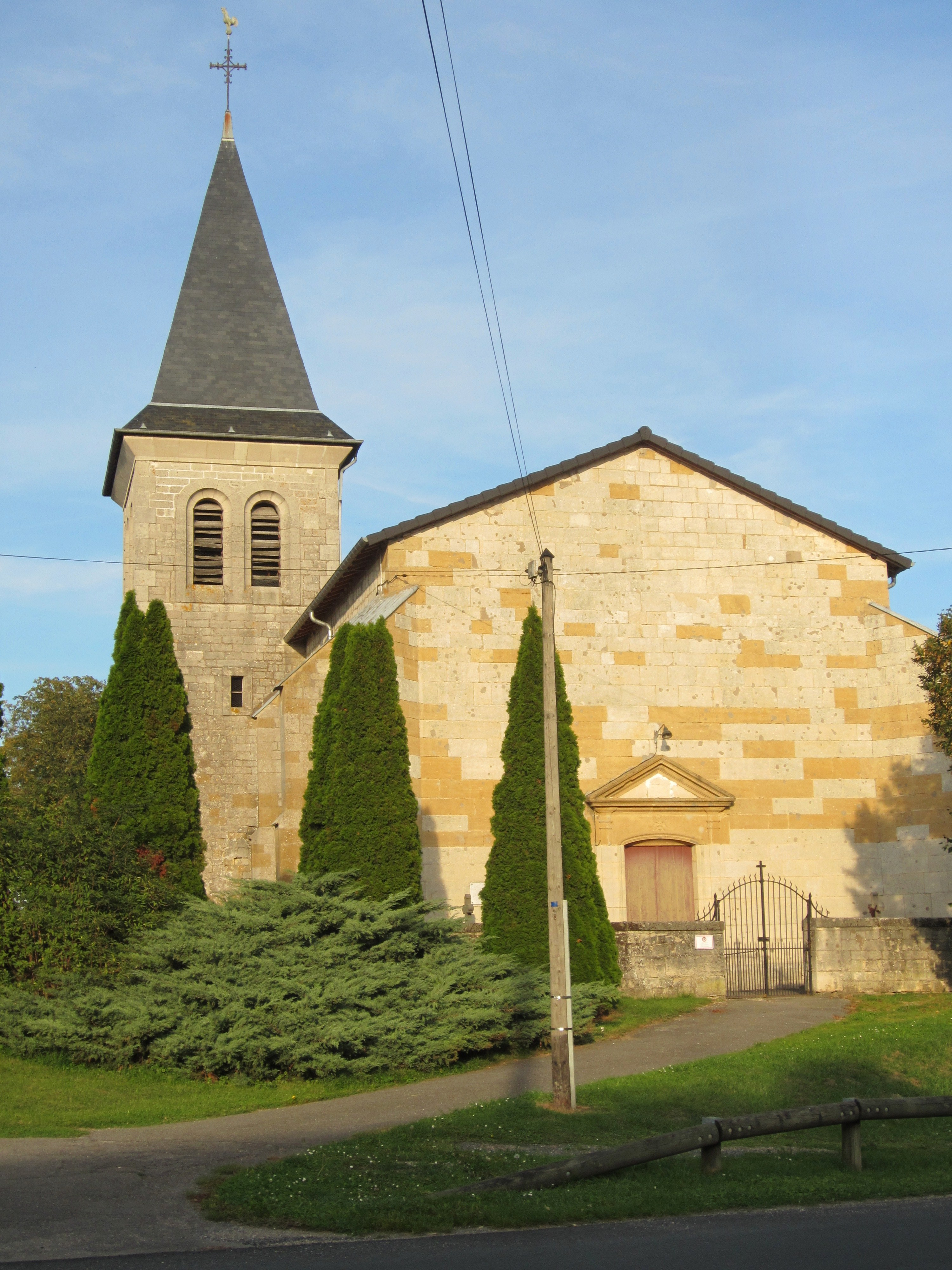
Kirche Saint-Airy
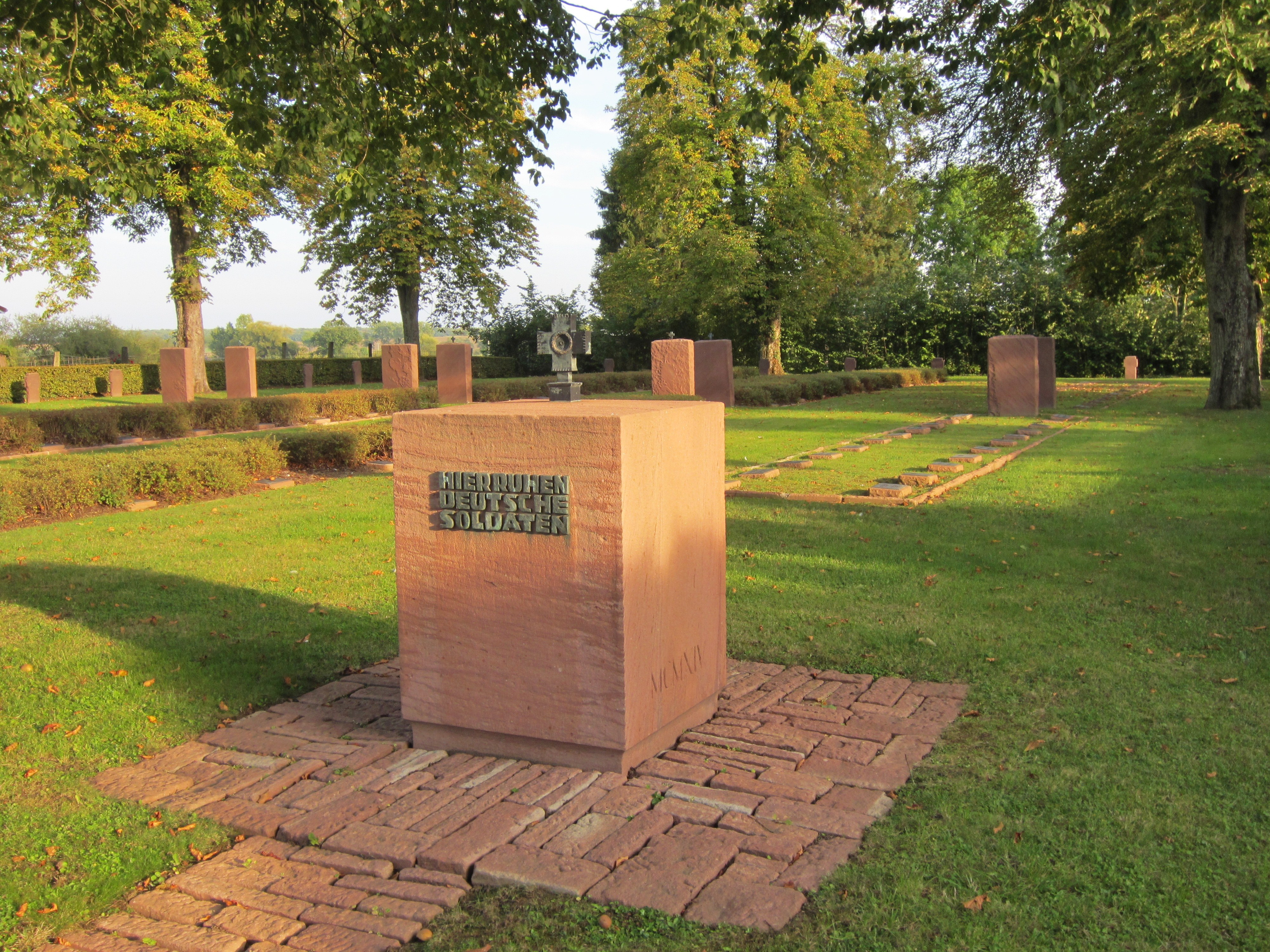
Deutscher Soldatenfriedhof